# Jasenovce
Jasenovce est un village de Slovaquie situé dans la région de Prešov.

## Histoire
Première mention écrite du village en 1543.

## Démographie

### Évolution de la population
| Année:               | 1994. | 2004.    | 2014.   | 2024.   |
| -------------------- | ----- | -------- | ------- | ------- |
| Nombre de personnes: | 194   | 229      | 232     | 216     |
| Différence:          |       | +18,04 % | +1,31 % | -6,89 % |

| Année:               | 2023. | 2024.   |
| -------------------- | ----- | ------- |
| Nombre de personnes: | 210   | 216     |
| Différence:          |       | +2,85 % |